# Дощ у чужому місті
«Дощ у чужому місті» (рос. «Дождь в чужом городе») — радянський двосерійний художній телефільм 1979 року, знятий на Кіностудії ім. О. Довженка за мотивами однойменної повісті Данила Граніна.

## Сюжет
Інженер Чіжегов приїжджає в провінційне місто у відрядження і знайомиться з Кірою. Взаємна прихильність немолодих людей призводить до складних відносин і необхідності ухвалити єдине правильне рішення.

## У ролях
- Людмила Зайцева — Кіра Андріївна
- Геннадій Фролов — Степан Микитович Чижегов, інженер
- Микола Пеньков — Костянтин Якимович Аристархов
- Раїса Куркіна — Ганна Денисівна, адміністратор готелю
- Валентина Ананьїна — Анна Петрівна, інженер
- Микола Рушковський — Геннадій Олексійович, головний конструктор
- Людмила Чиншева — Лідочка
- Георгій Кишко — Стьопочка, мешканець готелю, бородань
- Валентин Грудінін — племінник чоловіка тітки
- Віктор Демерташ — учасник наради у головного конструктора
- Володимир Жмакін — залицяльник
- Олексій Колесник — Микола Петрович Рукавишников, начальник електролабораторії
- Людмила Кузьміна — провідниця
- Раїса Пироженко — тітка з Білогірська
- Віктор Поліщук — мешканець готелю
- Віктор Степаненко — мешканець готелю
- Олександра Смолярова — епізод
- Вадим Терентьєв — епізод
- Сергій Філімонов — мешканець готелю
- Лідія Чащина — епізод
- Микола Шутько — учасник наради у головного конструктора
- Неоніла Гнеповська — епізод
- Валентина Гришокіна — новий адміністратор готелю
- Петро Мороз — епізод
- Володимир Нечепоренко — Володя
- Людмила Погорєлова — Оля
- Анатолій Худолєєв — Антон
- Людмила Логійко — Зоя
- Олександр Мілютін — мешканець готелю
- Володимир Андрєєв — мешканець готелю
- Микола Козленко — мешканець готелю

## Знімальна група
- Режисери-постановники: Володимир Горпенко, Михайло Резнікович
- Сценарист: Данило Гранін
- Оператор-постановник: Наум Слуцький
- Композитор: Мікаел Тарівердієв
- Художник-постановник: Віктор Мигулько
- Текст пісні: Микола Добронравов
- Вокал: Галина Бесєдіна
- Режисер: Борис Зеленецький
- Оператори: Олег Глущук, П. Пастухов
- Звукооператор: Юрій Риков
- Режисер монтажу: Марія Зорова
- Художник по костюмах: Алла Сапанович, художник-гример: Василь Гарькавий
- Художник-декоратор: Василь Безкровний
- Комбіновані зйомки: оператор — Павло Король, художник — Михайло Полунін
- Редактор: Валентина Сіліна
- Директор картини: Григорій Чужий